# Sega Mega Drive Collection
Sega Mega Drive Collection (Sega Genesis Collection aux États-Unis) est une compilation de jeux vidéo de Sega des années 1980 et 1990, développée par Digital Eclipse et éditée par Sega en 2006 sur PlayStation 2 et PlayStation Portable.

## Liste des jeux
La compilation comprend 27 titres, dont de nombreux classiques, tous proposés dans leur version Mega Drive.
- Alex Kidd in the Enchanted Castle
- Altered Beast
- Bonanza Bros
- Columns
- Comix Zone
- Decap Attack
- Ecco the Dolphin
- Ecco : les Marées du temps
- Ecco Jr.
- Kid Chameleon
- Flicky
- Gain Ground
- Golden Axe
- Golden Axe II
- Golden Axe III
- Phantasy Star II
- Phantasy Star III: Generations of Doom
- Phantasy Star IV: The End of the Millennium
- Ristar
- Shinobi III: Return of the Ninja Master
- Sonic the Hedgehog
- Sonic the Hedgehog 2
- Super Thunder Blade
- Sword of Vermilion
- Vectorman
- Vectorman 2
- Virtua Fighter 2

## À noter
En Europe, Sega Mega Drive Collection a été amputée de Shadow Dancer: The Secret of Shinobi, pourtant présent dans la version américaine.
Une compilation titrée Sega Mega Drive Ultimate Collection est sortie en 2009 sur PlayStation 3 et Xbox 360, elle regroupe 40 jeux Mega Drive.